# Brightstar
Brightstar Corporation được thành lập năm 1997, là một công ty tư nhân chuyên cung cấp dịch vụ hậu mãi khách hàng và cung cấp dây chuyền quản lý bằng dịch vụ công nghiệp viễn thông không dây. Công ty có trụ sở tại Miami, tiểu bang Florida. Tháng tư, 2006, công ty có 24 chi nhánh tại 18 nước trên thế giới. Brightstar là một công ty chuyên nghiệp có uy tín rộng khắp trên toàn thế giới về sản xuất và dịch vụ trong lĩnh vực điện thoại cầm tay và thiết bị mạng không dây. Tháng 9, 2005 Brightstar tuyên bố chính thức tham gia và hỗ trợ sản xuất cho dự án sáng kiến OLPC (One laptop per child - Mỗi trẻ em một máy tính)